# Emma Gaggiotti Richards
Emma Gaggiotti Richards (Roma, 1825 – Velletri, 1912) è stata una pittrice italiana attiva nel Regno Unito. Ha completato cinque dipinti per la regina Vittoria e il principe Alberto..

## Biografia
Figlia di Camillo Gaggiotti e Angelina Serafini, nacque a Roma nel 1825, ma crebbe ad Ancona.  Le venne insegnato a dipingere da Nicola Consorti e Tommaso Minardi. Suo padre era ministro delle armi a Roma.
Il 15 febbraio 1849 sposò il giornalista Alfred Bate Richards (1820-1876), da cui ebbe il figlio Raoul.
Nel 1850 il Principe Alberto diede a sua moglie, la regina Vittoria, tre dipinti,  Fede, Speranza e Carità. Fu così che la regina vide l'autoritratto dell'artista esibito nel 1851 alla Royal Academy e commissionò un secondo autoritratto che regalò al principe Alberto per Natale nel 1853. L'anno seguente Emma Richards tornò in Italia dove continuò a dipingere. Una delle sue opere era un ritratto di Alexander von Humboldt. Si hanno notizie che dal 1865 al 1904 era a Firenze.
Richards si trasferì a Velletri nel 1904 e vi morì nel 1912.

## Eredità
Ha cinque dipinti nella collezione reale e tre di loro, Faith, Hope e Charity, sono esposti al Horn Corridor a Osborne House. Un altro dipinto dell'attivista per i diritti delle donne, Adelaide Proctor, è alla National Portrait Gallery in Londra.

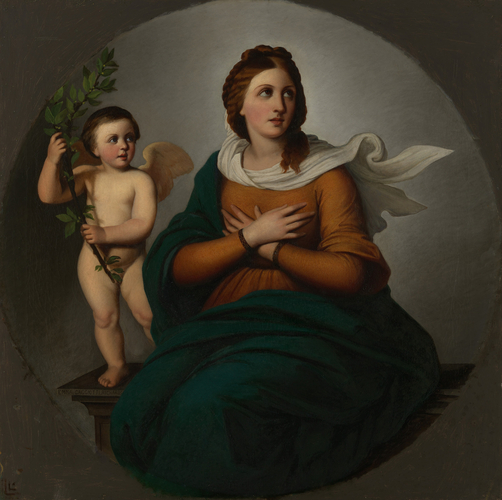
Faith (1848)
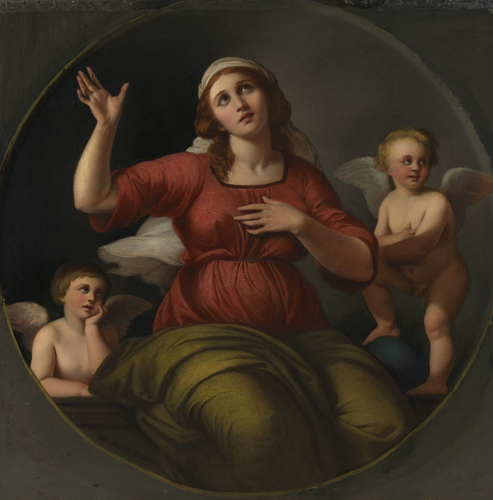
Hope (1850)
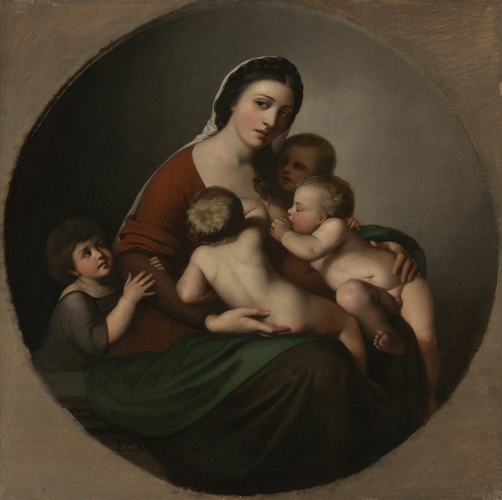
Charity (1848)